# Scoabe
Scoabe település Romániában, Erdélyben, Beszterce-Naszód megyében.
á

## Fekvése
Septér mellett fekvő település.

## Története
Scoabe korábban Septér része volt. 1956-ban vált külön 152 lakossal.
1966-ban és 1966-ban 141, 1977-ben 99, 1992-ben 34 és a 2002-es népszámláláskor 46 román lakosa volt.